# مارك هيو
مارك هيو (بالإنجليزية: Mark Vaughan)‏ هو لاعب كرة القدم الغالية أيرلندي، ولد في 11 أكتوبر 1985 في دبلن في جمهورية أيرلندا.